# Sant'Anna di Stazzema

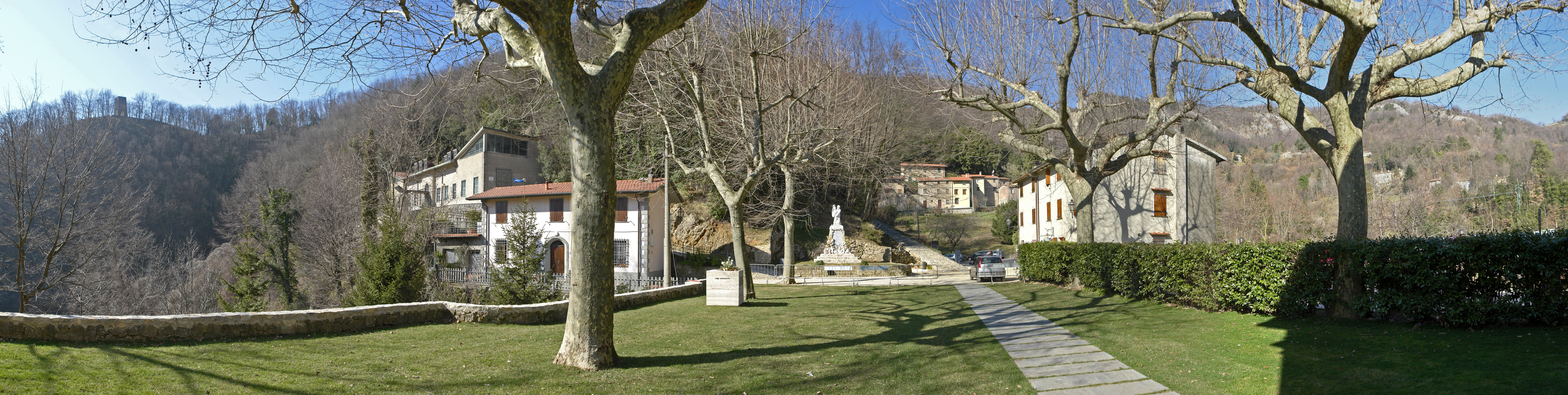
Byns hus sedda från kyrkan (uppe till vänster minnesmärket och motståndsrörelsens museum).

Sant'Anna di Stazzema är en by i kommunen Stazzema i provinsen Lucca i Toscana i Italien. Den 12 augusti 1944 förstördes den av Waffen-SS-trupper, varvid omkring 560 människor, mestadels kvinnor och barn, dödades.

## Historisk bakgrund
På sommaren 1944 retirerade de tyska stridskrafterna i Italien liksom på nästan alla fronter. Fronten hade nått Toscana. Eftersom den tyska ockupationsmakten tvångsrekryterade unga italienare och tvingade många stridsodugliga civilister till tvångsarbete i rustningsindustrin, ledde det till att delar av den italienska befolkningen kom att hysa antipati mot de tidigare bundsförvanterna. Allt fler anslöt sig till den beväpnade motståndsrörelsen, la Resistenza, för att som partisaner bekämpa ockupationen. Toscanas skogklädda berg gav skydd och utmärkta förutsättningar att störa tyskarnas försörjningslinjer.
Det tyska överkommandot behövde möta det nya hotet. Då partisanerna själva var svåra att bekämpa svarade tyskarna med att avrätta fängslade franktirörer och skjuta gisslantagna civilister. Därigenom hoppades man avskräcka potentiella understödjare i de toskanska bergsbyarna från att försörja partisanerna med livsmedel och information.

## Massakerns förlopp
Den 12 augusti 1944, strax efter klockan sex, omringade fyra Waffen-SS-kompanier ur 16:e pansargrenadjärdivisionen ”Reichsführer-SS” byn Sant’Anna, där omkring 400 invånare och flera hundra flyktingar uppehöll sig. Officiellt skulle Waffen-SS avancera mot partisanerna men vapnen kom att vändas mot bybefolkningen. De drevs ihop på bondgårdar och på kyrkbacken. Waffen-SS kastade handgranater in i folksamlingarna och sköt män, kvinnor och barn. Dessutom brände de ner byns hus. Efter bara tre timmar var byn utplånad. Bland de ungefär 560 offren fanns övervägande kvinnor och 116 barn. Det yngsta offret var tjugo dagar gammalt.

## Efterkrigstiden och rättsprocesser
Sant’Anna di Stazzema byggdes delvis upp igen. Massakern tegs ihjäl efter kriget, då Europa skulle bilda en politisk enhet emot  Sovjetunionen. Handlingarna över händelserna förvarades fram till 1994 i ett förseglat, med dörren mot väggen vänt skåp i Palazzo Cesi, militäråklagarämbetets säte i Rom. Skåpet var känt under benämningen ”skamskåpet”. Därmed förblev dådet outrett i nästan 60 år. Först i april 2004 inledde La Spezias militärdomstol en process mot några ännu levande gärningsmän, boende i Tyskland. De misstänkta behövde dock inte frukta någon lagföring eller straffverkställande i sitt hemland på grund av sin höga ålder. Den 22 juni 2005 fullbordades processen när tio tidigare SS-medlemmar dömdes till livslånga fängelsestraff samt skadeståndsutbetalningar på omkring 100 miljoner euro. Domen överklagades men fastställdes 2006 av en militärdomstol i Rom.
I Tyskland har domen visserligen ingen praktisk betydelse, såtillvida att ingen av de åtalade hittills har varit tvungna att avtjäna ett straff. Därtill vore en dom från en tysk domstol nödvändig, något som på grund av det tyska rättsläget betraktas som föga sannolikt. För tre av de dömda vars domar vunnit laga kraft utfärdade italienska myndigheter en europeisk arresteringsorder i juni 2007. Denna var dock verkningslös, då tyskar inte får utlämnas mot sin egen vilja.
Åklagarmyndigheten i Stuttgart utreder sedan 2002 italienska domar mot nio personer, men fortfarande har i brist på bevis inga fall tagits upp till åtal. Ytterligare fem personer, som inte stod åtalade i La Spezia-processen, har avförts från utredningen. Utredningens aktuella status är oklar då Stuttgarts åklagare inte tillåter insyn i utredningshandlingarna. Kritiker förebrår Stuttgartåklagarna för att utredningen snarare görs på symbolisk grund och att man i själva verket bara inväntar gärningsmännens naturliga död. Därigenom skulle åklagarämbetet undvika risken för att en eventuell rättegång tvingas ställas in på grund av brist på bevis eller leda till ett frikännande, då båda dessa alternativ skulle vara nederlag för rättsväsendet.
Åklagarmyndigheten försvarade sig mot detta: ”Utredningen dröjer ännu; ett slut är inte skönjbart. ... Vi vill klarlägga de faktiska omständigheterna fullständigt. Och det resulterar ständigt i nya ledtrådar.” Nya vittnens har hittats, flera har sökts, dock kunde eller ville kanske inte alla vittnen längre komma ihåg. 2007 tillkännagav en taleskvinna i ett samtal med Frankfurter Rundschau: ”I det tyska rättssystemet måste vi kunna styrka delaktighet i brottet för var och en, och vi behöver mordkriterier som hänsynslöshet och lägre motiv, då mord är det enda som inte preskriberas.”
Åklagarmyndigheten har å sin sida kritiserat domen i Italien. Den är ett ”skott från höften”, där det italienska rättsväsendet ”valt ut” tio medlemmar ur enheten och fällt en svepande dom.
På massakerns 60-årsdag besökte den tyska inrikesministern Otto Schily som första tyska politiker en minnesceremoni i byn. Enio Mancini, som upplevde massakern som ung och inte sköts av tyskarna, har byggt ett minnesmärke och museum på platsen där den tidigare byn låg; där kan man bland annat betrakta fotografier och personliga tillhörigheter.

## Bilder

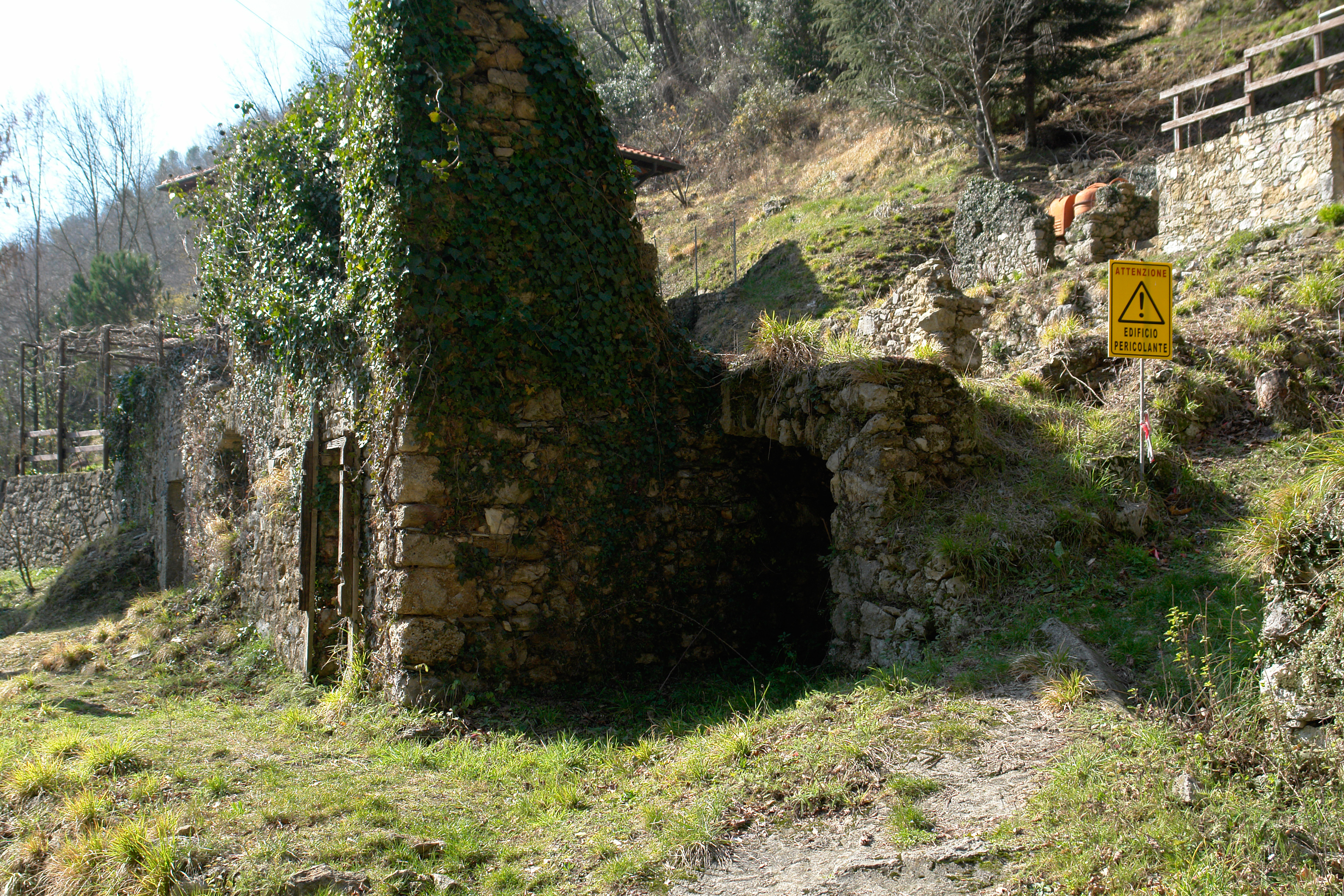
Ruin.
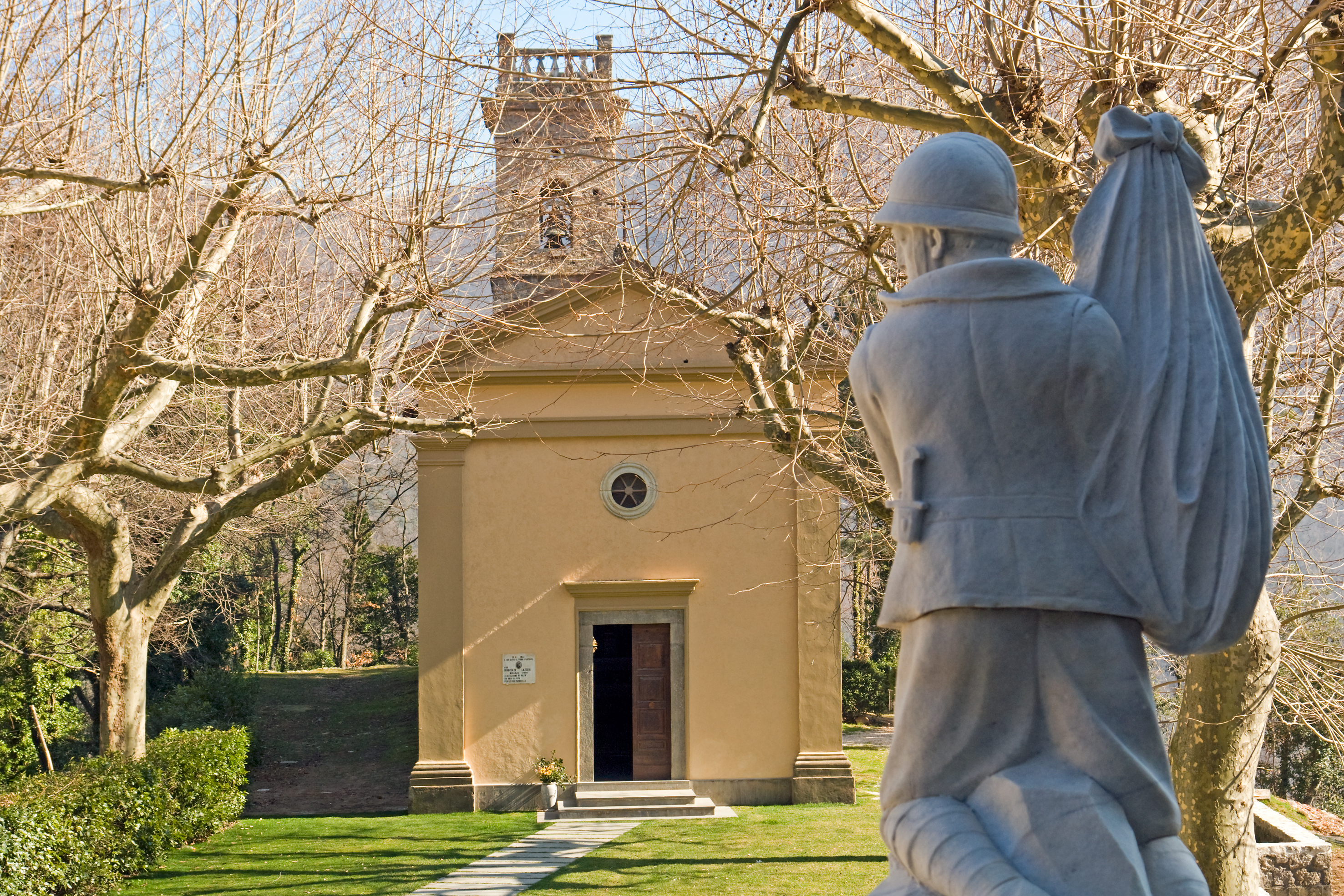
Kyrkan i Sant’Anna med krigsminnesmärket från första världskriget.
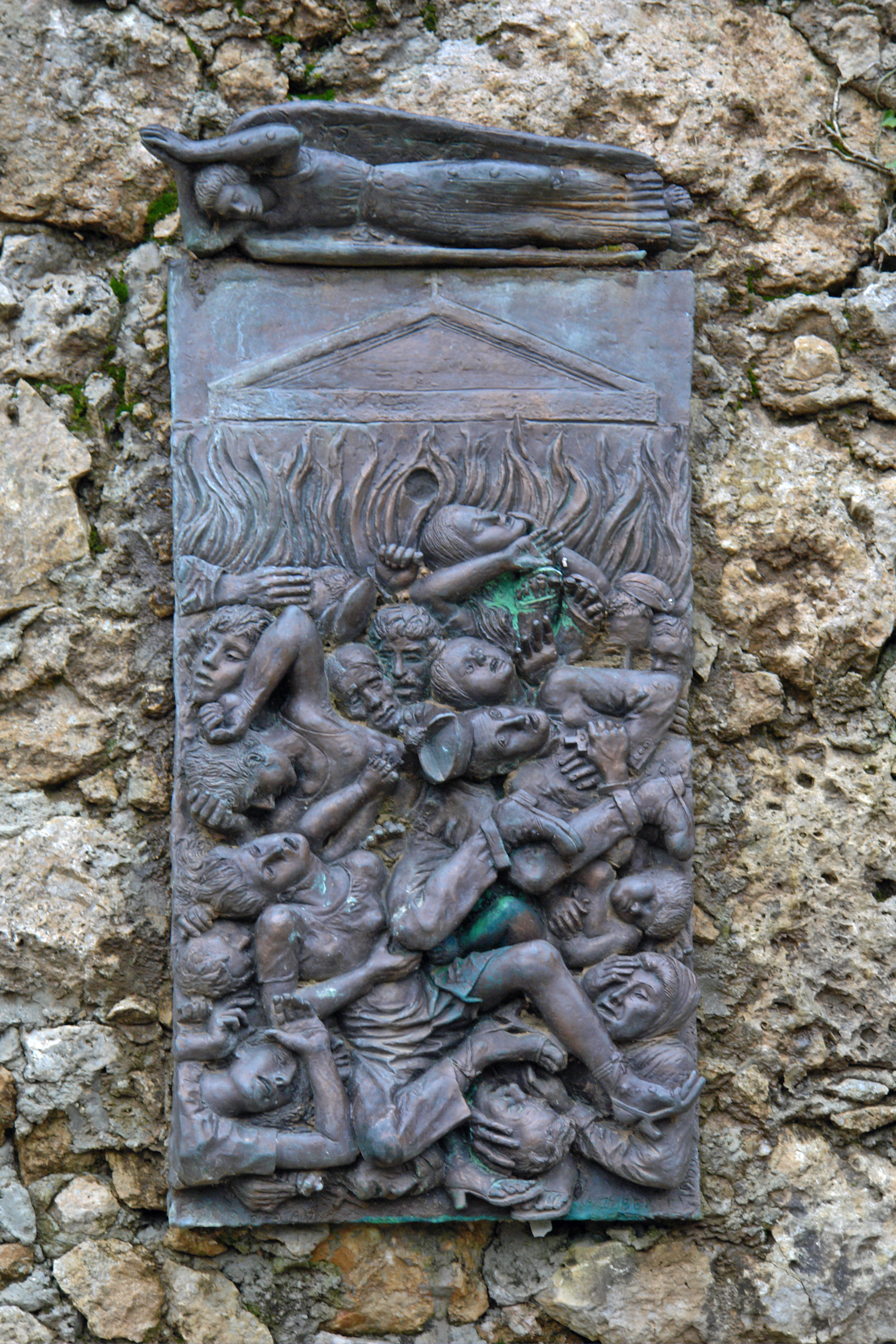
Tavla vid vägkorsning längs vägen till minnesmärket.
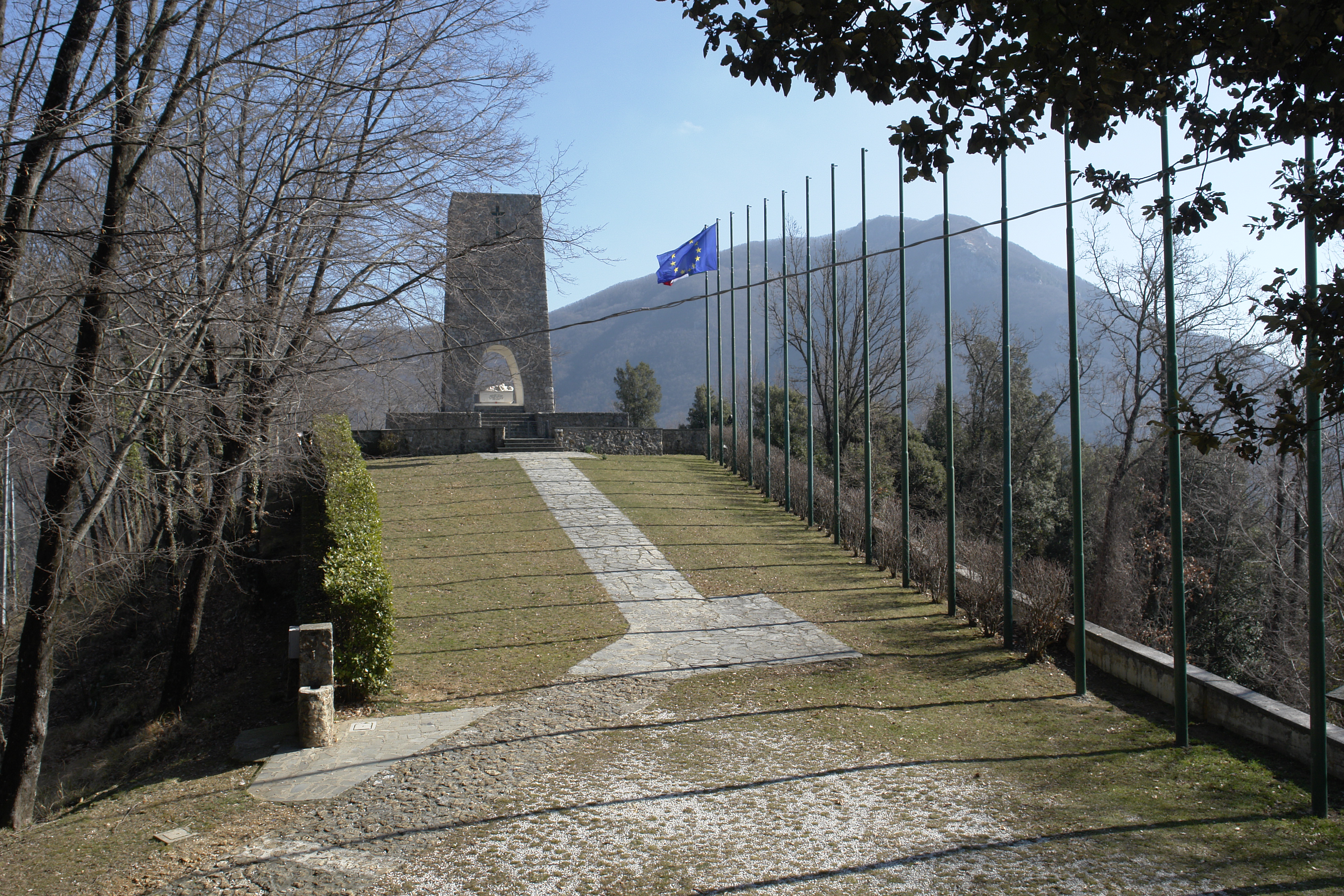
Minnesmärket.
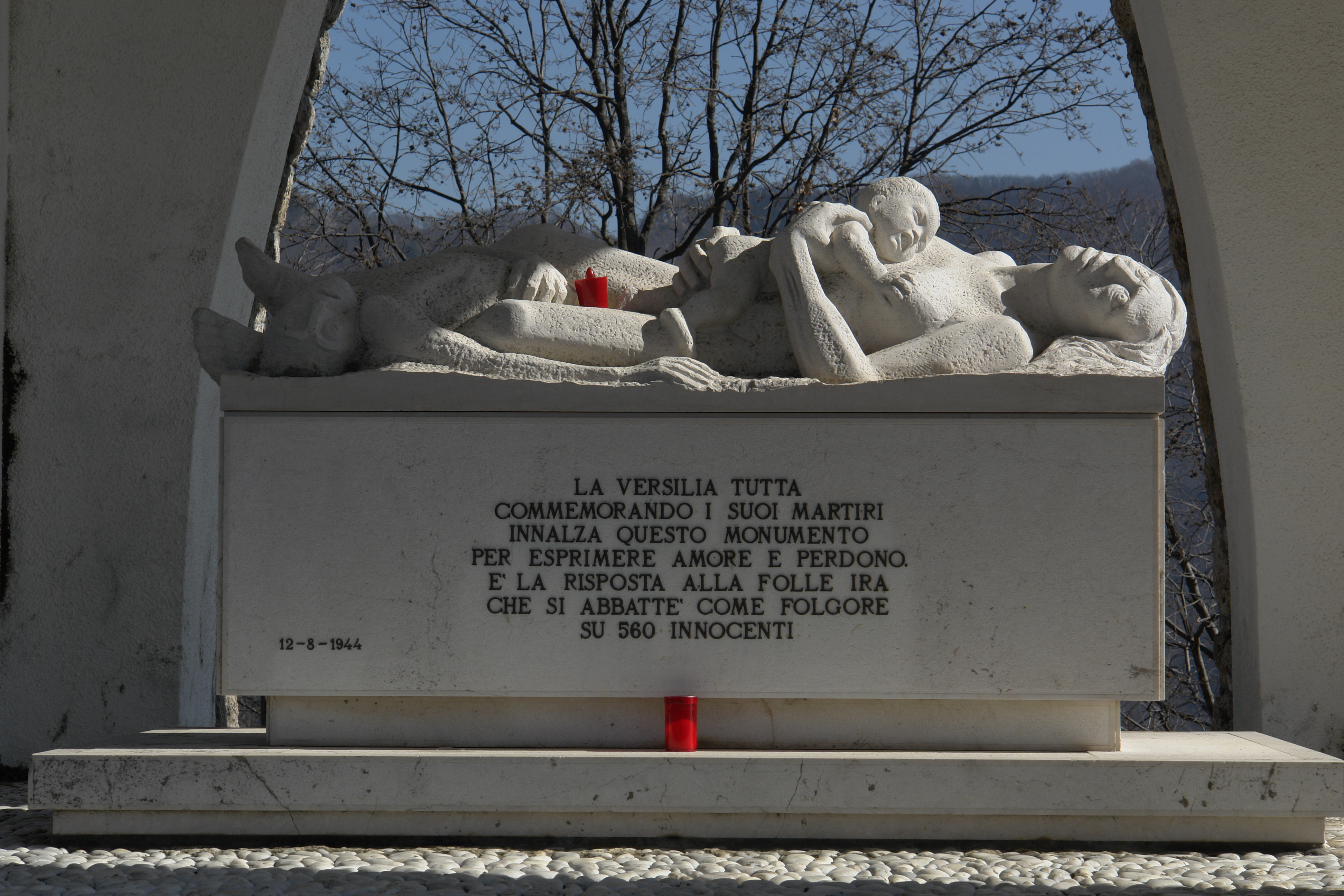
Skulpturen Mor och barn i minnesmärket.